# Hyalonema tasmani
Hyalonema tasmani är en svampdjursart som först beskrevs av Claude Lévi 1964.  Hyalonema tasmani ingår i släktet Hyalonema och familjen Hyalonematidae. Inga underarter finns listade i Catalogue of Life.